# Condado de Pulaski (Misuri)
El condado de Pulaski (en inglés: Pulaski County), fundado en 1833, es uno de 114 condados del estado estadounidense de Misuri. En el año 2000, el condado tenía una población de 41,165 habitantes y una densidad poblacional de 29 personas por km². La sede del condado es Waynesville. El condado recibe su nombre en honor al Comandante Militar Kazimierz Pułaski de la Guerra Franco-india.

## Geografía
Según la Oficina del Censo, el condado tiene un área total de 1427 km² (551 mi²), de la cual 1427 km² (551 mi²) es tierra y 0 km² (0 mi²) (0.0%) es agua.

### Condados adyacentes
- Condado de Miller (noroeste)
- Condado de Maries (noreste)
- Condado de Phelps (este)
- Condado de Texas (sur)
- Condado de Laclede (suroeste)
- Condado de Camden (oeste)

## Demografía
Según la Oficina del Censo en 2000, los ingresos medios por hogar en el condado eran de $34,247, y los ingresos medios por familia eran $37,786. Los hombres tenían unos ingresos medios de $26,553 frente a los $20,500 para las mujeres. La renta per cápita para el condado era de $14,586. Alrededor del 10.30% de la población estaban por debajo del umbral de pobreza.

## Transporte

### Carreteras principales
- Interestatal 44
- U.S. Route 66 (1926-1979)
- Ruta 7
- Ruta 17
- Ruta 28
- Ruta 133

## Localidades
| - Big Piney - Crocker - Devil's Elbow | - Dixon - Gascozark - Hooker | - Laquey - Richland - St. Robert | - Swedeborg - Waynesville |  |